# Сильченкова, Екатерина Вадимовна
Екатерина Вадимовна Сильченко́ва(в девичестве Росик) — украинская волейболистка, выступавшая за команды «Орбита-ЗТМК-ЗНУ» (Запорожье), «Химик» (Южный, 2015—2017).

## Биография
Родилась 1 января 1991 года в Мелитополе. Воспитанница Мелитопольской детской юношеской спортивной школы. В Запорожье приехала после 9-го класса. Первый тренер в Мелитополе — Зинаида Санькова. В Запорожье — Любовь Перебейнос. Выпускница Запорожской специализированной общеобразовательной школы-интерната спортивного профиля. Занимается волейболом с 2005 года. Мастер спорта. Выступала за запорожские команды «ЗГИА», «ОДЮСШ-Орбита», «Орбита-Университет» (№ 14). В «Орбите-ЗТМК-ЗНУ» выступала на позиции нападающей под № 7. В 2015—2017 годах на позиции доигровщицы выступала за южненский «Химик» (№ 5), где стала двукратным чемпионом Украины, двукратным обладателем Кубка Украины, участвовала в матчах Лиги чемпионов.
В 2009 году выступила за национальную сборную Украины. В 2017 году выступала за сборную Украины на летней Универсиаде, где сборная заняла третье место.
Училась в Запорожском национальном университете (факультете физического воспитания и спорта), во Львовском государственном университете физической культуры (кафедра спортивных и рекреационных игр). В 2013 году вышла замуж за Егора Сильченкова.

## Титулы и достижения
- Чемпион Летних молодёжных игр Украины
- Чемпион Украины (2016, 2017), бронзовый призёр чемпионата Украины 2013
- Обладатель Кубка Украины (2016, 2017), бронзовый призёр Кубка Украины 2013
- Бронзовый призёр летней Универсиады 2017[14]